# Cayo Sabinal
Cayo Sabinal ist eine Insel der Jardines del Rey (Gärten des Königs) an der Nordküste Kubas in der Provinz Camagüey. Die Insel ist durchschnittlich 8 km breit und ca. 30 km lang. Touristische Einrichtungen bestehen am Playa los Pinos, der durch eine 16 km lange Mautstraße, die teilweise auf einem Fahrdamm verläuft, mit dem Festland verbunden ist.  Im äußersten Südosten der Insel befinden sich der schönere Strand Playa Bonita und der Playa Chuchú.
Der gesamte Südteil der Insel an der Landseite ist unzugänglich. 